# TOKYO COIN LAUNDRY
『TOKYO COIN LAUNDRY』は片寄涼太（GENERATIONS from EXILE TRIBE）が主演を務めるオリジナルドラマ。
ドラマは全5話で1話20分程度。1月11日21:30より第1話が公開され、以降毎週金曜日に新たなストーリーが配信される。

## 配信スケジュール
- Yahoo! JAPANトップページにて2019/1/11(金)以降毎週金曜21:30～22:59配信
- GYAO！にて2019/1/11(金)以降毎週金曜23:00～配信
- 2019年1月11日(金) 〜 2023年11月15日(水) 23:59
- 放送回数：全5話 各20分程度。特別メイキング映像も公開されている

## ノベライズ
ドラマ「TOKYO COIN LAUNDRY」のノベライズが、株式会社講談社から発売。
「TOKYO COIN LAUNDRY Story Book」 2019年02月01日全国発売、講談社 ISBN 978-4-06-221039-3

## キャスト
- 蔵島優斗:片寄涼太
- 寺坂琴音:清水くるみ
- 古山田典央:コッセこういち
- 木藤萌絵:横田美紀
- 渋谷哲司:紺野ふくた
- 安藤信也:小松直樹
- 小室未央奈:村田寛奈
- 光吉明:川島広輝
- 遠藤邦子:島村紀子
- 新咲杏菜:益田恵梨菜
- 岩崎修子:駒井蓮
- 勅使河原 華:野呂佳代
- 住職:中原和宏
- 張本順:坂口候一
- 岩崎弓枝:熊谷ニーナ
- 馬淵太陽:飯塚悟志
- 桂木英治:斉藤陽一郎

## スタッフ
- 監督 - 柴山健次
- 脚本 - 川尻恵太、柴山健次
- エグゼクティブプロデューサー - 松田誠
- プロデューサー - 亀山暢央、浦野大輔
- 音楽 - ツタナオヒコ
- 撮影 - 篠田力
- 照明 - 渡辺大介
- 録音 - 川井崇満
- 美術 - 畦原唱平
- 装飾 - 西村徹
- コスチューム - 石橋瑞枝
- ヘアメイク - 黒田はるな
- 助監督 - 小泉宗仁
- 編集 - 田端華子